# Skottglugg
- A — bröstvärn
- B — skottglugg
- C — skyttebank
- D — kanonbank
- E — kanonbäddning

Fästningsvall (exempel) med bildnyckel:

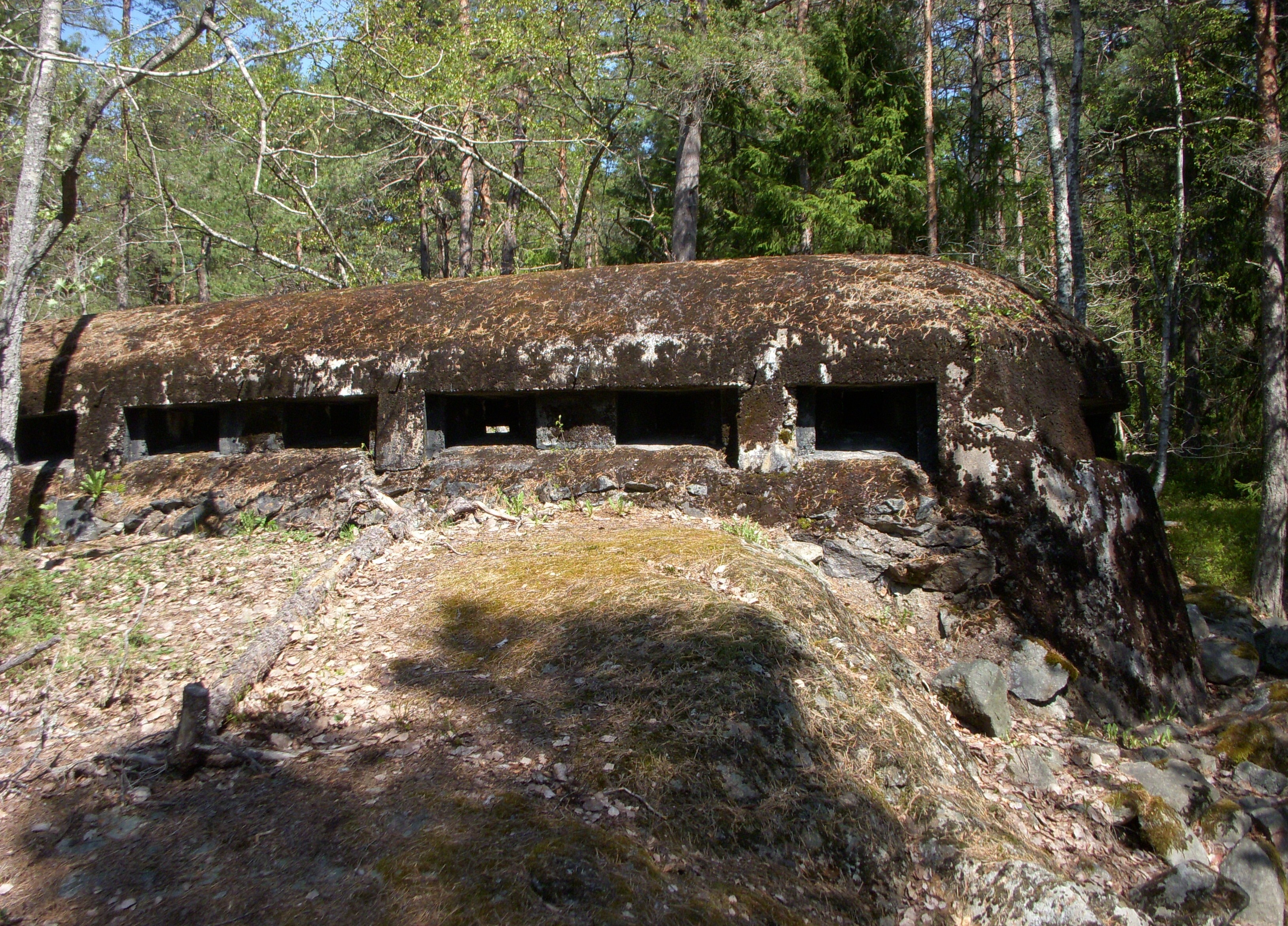
Skottgluggar på Måndalsfortet i Tyresö kommun.

Skottglugg eller embrassyr är en öppning i ett bröstvärn eller mur, vanligen avsmalnande inåt, avsedd för att låta försvararna skjuta genom med skjutvapen såsom artilleri eller handvapen.
Skottgluggar är grunden till att medeltida fortifikationer och senare är försett med krenelering till skyttebankerna.